# Microcerberidae
Los microcerbéridos (Microcerberidae) son una familia de crustáceos isópodos marinos y algunos de agua dulce. Son casi cosmopolitas.

## Géneros
Se reconocen los 7 siguientes:
- Afrocerberus Wägele, 1983
- Bulgarocerberus Baldari & Argano, 1984
- Coxicerberus Wägele, Voelz & McArthur, 1995
- Mexicerberus Schultz, 1974
- Microcerberus Karaman, 1933
- Protocerberus Wägele, 1983
- Yvesia Coineau & Botosaneanu, 1973